# Вінницький планетарій
Вінницький планетарій — науково-просвітницький заклад у Вінниці, в Центральному міському парку. Сюди приходять вивчати астрономію групи із дитячих садочків, учні та студенти.

## Історія
Будівництво планетарію було розпочато в 1960 році, і у вересні 1965 він відчинив свої двері відвідувачам. У лютому 1968 року в Планетарії було встановлено оптико-механічний проектор зір і планет «Малий Цейс», виготовлений в місті Ієна в Німеччині.
Протягом 2007—2012 рр. частина приміщення Планетарію була в оренді і використовувалась як склад. Щоб зберегти Планетарій, в січні 2012 було розірвано договір оренди, після чого МКП «Вінницязеленбуд» розпочало ремонт.
З 20 листопада 2014 року після капітального ремонту Планетарій розпочав свою роботу.
З 4 вересня 2015 року в Планетарії запрацювала система повнокупольної проєкції програм.

## Діяльність
Регулярно проводяться програми для відвідувачів різного віку — дошкільнят, школярів, студентів і дорослих. Кожна програма супроводжується демонстрацією астрономічних явищ: усі види затемнень Сонця та Місяця, полярне сяйво, «зоряний дощ», змінна зоря, схід Сонця, планети на зоряному небі, точки та лінії небесної сфери, Чумацький щлях, блискавка та інші. У кожній програмі демонструються панорами: Вінниця, тропіки, Арктика, Місяць, Марс. Є можливість побачити зоряне небо на різних широтах від Північного до Південного полюсів. На куполі Планетарію можна побачити 5000 зірок, які спостерігаються неозброєним оком. Добре видно туманність Андромеди, зоряне скупчення Ясла та інші. У Планетарії проводяться програми на різну астрономічну тематику для маленьких любителів астрономії, школярів та студентів ВНЗ.
На майданчику біля Планетарію проводяться спостереження за допомогою телескопа рідкісних астрономічних явищ: затемнення Місяця, Сонця, метеорних потоків.